# شرايين كلوية مقوسة
الشرايين الكلوية المقوسة هي أوعية دموية خاصة بالكلية تقع على الحدود بين القشرة الكلوية والنخاع الكلوي.

## روابط خارجية
- صور نسيجية: 16105loa — نظام تعلم علم الأنسجة في جامعة بوسطن - "الجهاز البولي: الكلى، الشرايين المقوسة والوريد المقوس"
- صور نسيجية: 15805loa — نظام تعلم علم الأنسجة في جامعة بوسطن - "الجهاز البولي: الكلى، الشرايين المقوسة والوريد المقوس"
- صور نسيجية: 15901lba — نظام تعلم علم الأنسجة في جامعة بوسطن - "الجهاز البولي: الإمداد الدموي لكلى الطفل"